# 西韦拉克鲁斯
西韦拉克鲁斯是巴西巴拉那州的一个市镇。总面积327.084平方公里，总人口9301人，人口密度28.4人/平方公里。